# Mahindra XUV300
Mahindra XUV300 — це субкомпактний кросовер, вироблений індійським автовиробником Mahindra & Mahindra. Він заснований на платформі X100 від KGM Tivoli, тому що KG Mobility (раніше SsangYong) належав Mahindra з 2010 по 2023 роки, і продається на ринку Індії з лютого 2019 року. Mahindra включила його в сегмент разом зі своїм Bolero Neo (раніше називався TUV300), щоб конкурувати з Maruti Suzuki Vitara Brezza, Tata Nexon і Ford EcoSport.

## історія
XUV300 спочатку мав кодову назву S201.  Базований на європейських специфікаціях Ssangyong Tivoli, він зазнав серйозних модифікацій, щоб відповідати індійським дорогам і ринковим умовам.  Позашляховик пройшов випробування в аеродинамічній трубі на заводі Pininfarina в Італії.  Mahindra офіційно розкрила назву XUV300 у грудні 2018 року.  Позашляховик ширший і вищий за Tivoli за розмірами, але зроблений коротшим за аналога, щоб вписатися в сегмент менше чотирьох метрів.  Зовні він також нагадує свого побратима XUV500 із подібними прожекторними фарами та ДХО, передньою решіткою та колісними арками.  Він був запущений 14 лютого 2019 року в Індії.

## Двигун
XUV300 оснащений 1,2-літровим 3-циліндровим бензиновим двигуном і 1,5-літровим 4-циліндровим дизельним двигуном з 6-ступінчастою механічною коробкою передач. Тепер також доступний 6-ступінчастий автоматичний варіант. Новий бензиновий двигун, спільно розроблений Ssangyong, забезпечує 110 к.с. потужності і 200 Нм крутного моменту.   а дизельний двигун, запозичений у Mahindra Marazzo, видає 115 к.с. потужності і 300 Нм крутного моменту. 

## Безпека
Mahindra XUV300 було випробувано в базовій специфікації безпеки з 2 подушками безпеки та стандартними кріпленнями ISOFIX.  Він отримав 5 зірок за захист дорослих пасажирів і 4 зірки за захист дітей, отримавши найвищий сумарний рейтинг серед усіх тестованих індійських автомобілів і перший чотиризірковий рейтинг безпеки дітей.  Його конструкція вважалася здатною витримувати більші навантаження. Це також перший п’ятизірковий автомобіль, який пропонує бічні подушки безпеки та шторки безпеки як опцію. Він пропонує бічні, шторкові та колінні подушки безпеки лише як опцію для всіх варіантів. ESC необов'язковий. Кріплення ISOFIX є стандартними. Автомобіль пропонує підголівники для всіх пасажирів у вищих варіантах, однак триточкові ремені безпеки, які були доступні для середнього заднього пасажира у вищих варіантах на момент запуску, тепер замінено менш безпечним 2-точковим поясним ременем у всьому діапазоні. 
У 2020 році Mahindra виступила спонсором випробувань ООН ESC і захисту пішоходів із Global NCAP (подібно до Latin NCAP 2013), які вона пройшла, отже отримавши нагороду Safer Choice Award від Global NCAP.

## Mahindra XUV400
11 вересня 2022 року Mahindra анонсувала електричну версію XUV 300 під назвою XUV 400. Він зберіг той самий дизайн і обладнання, що й його аналог з бензиновим двигуном. Він оснащений літій-іонним акумулятором ємністю 39,4 кВт/год із орієнтовним запасом ходу 456 км згідно з тестами ARAI. Його двигун розташований на передній осі, виробляючи 150 к.с. і 310 Нм крутного моменту з розгоном 0-100 км/год за 8,1 секунди. Критики хвалили автомобіль за його продуктивність і простоту використання, але багато хто відзначав відсутність преміум-функцій і загальний застарілий інтер’єр. Його основним конкурентом є Tata Nexon EV.

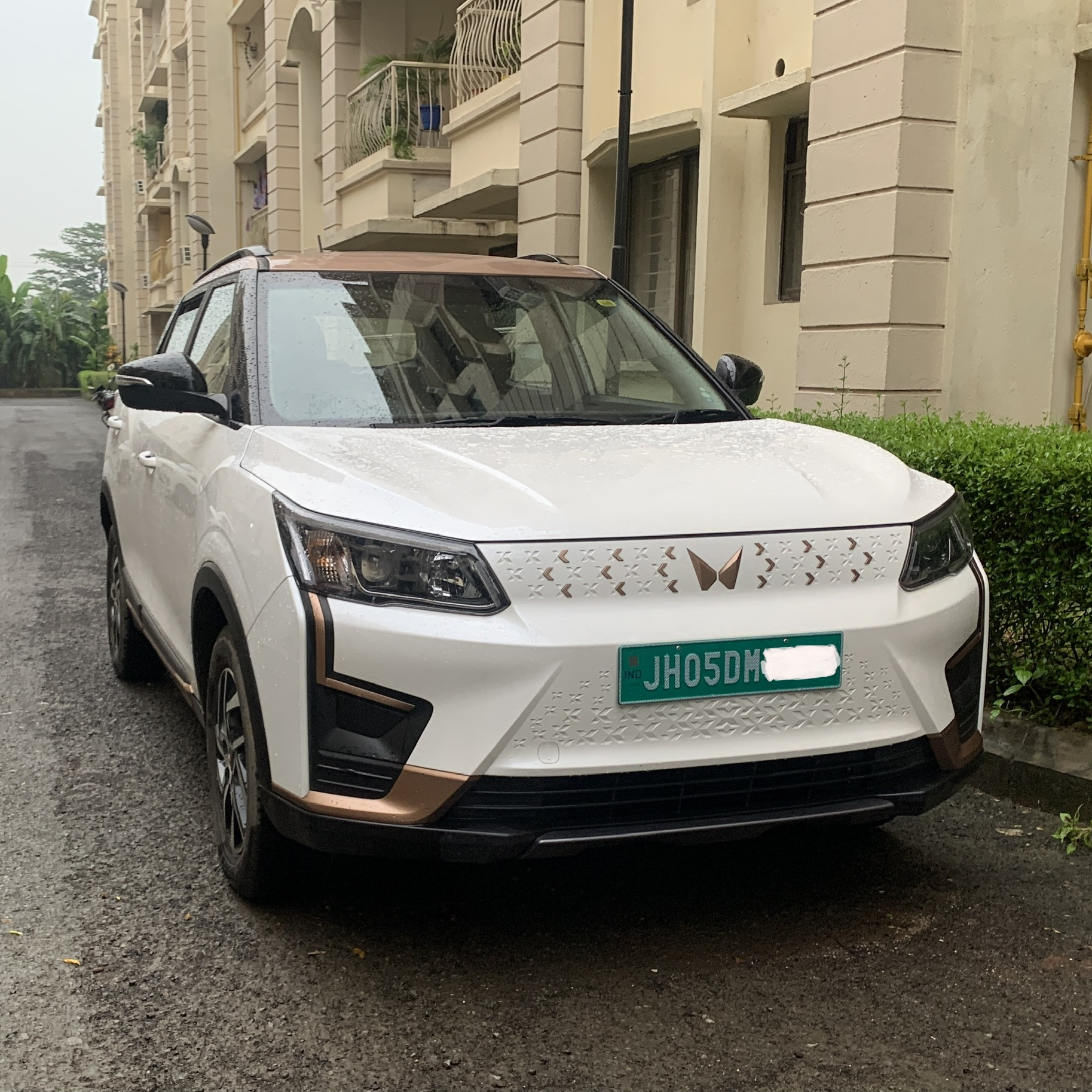
2023 Mahindra XUV 400 EL EV (Індія)
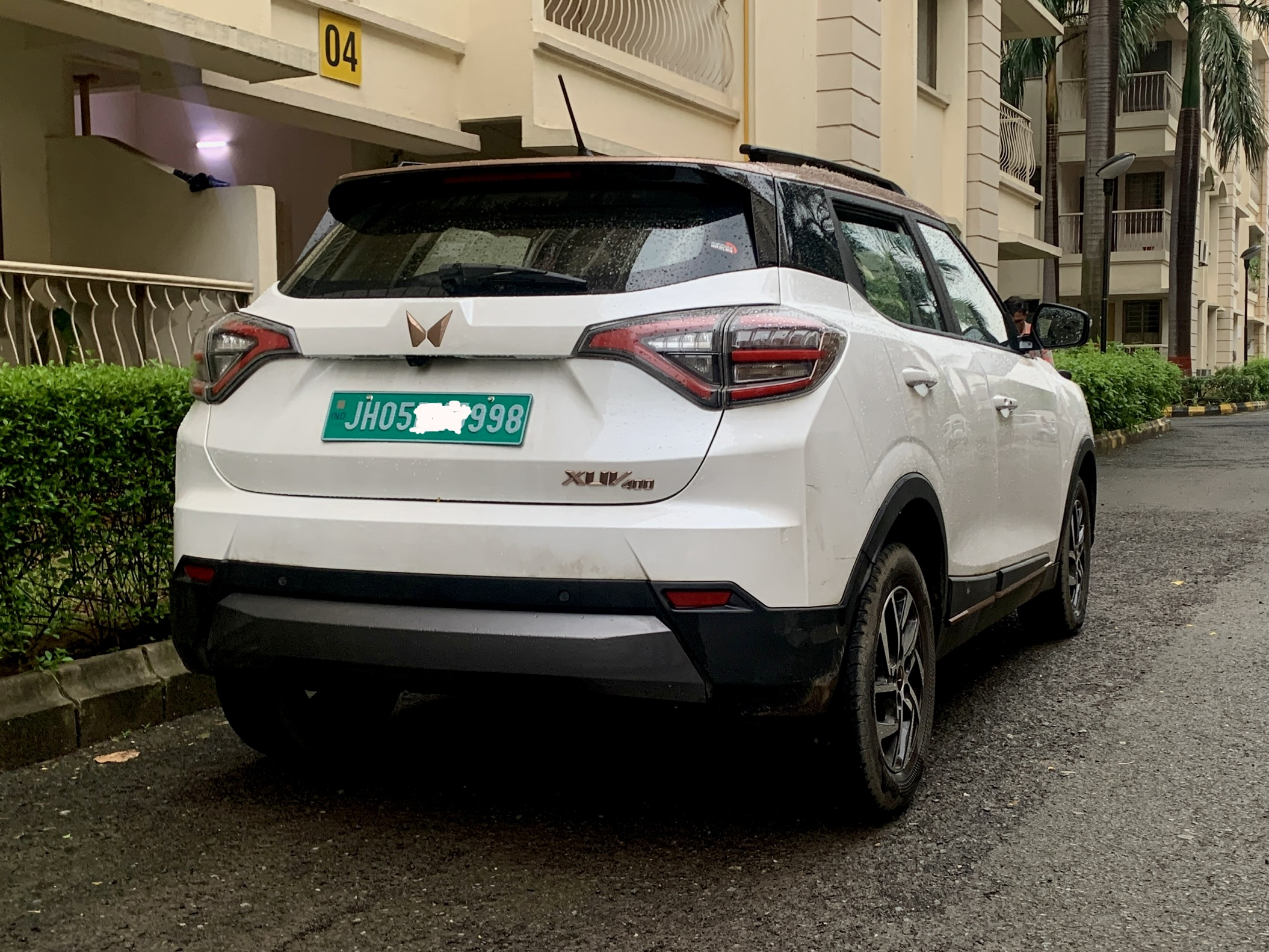
Вид ззаду

## Mahindra XUV 3XO
29 квітня 2024 року Mahindra анонсувала оновлену версію XUV300 під назвою XUV 3XO. Він зберіг той самий дизайн, але деякі зміни: передні світлодіодні фари, 10-дюймовий сенсорний екран з AdrenoX, 10,25-дюймова панель приладів, 360-градусна камера, панорамний люк, підключені світлодіодні задні ліхтарі та 7 динаміків Harman Kardon . Це 2 серії: MX і AdrenoX AX. Серія MX — це MX1, MX2, MX2 PRO, MX3 MX3 PRO, а серія AdrenoX AX — AX5, AX5L, AX7 та AX7L.